# Istočnonjemačka marka
Istočnonjemačka marka, ISO 4217: DDM je bila službeno sredstvo plaćanja u Njemačkoj Demokratskoj Republici (Istočnoj Njemačkoj), a dijelila se na 100 pfenniga (Pf).
Službeni domaći nazivi valute bili su "Deutsche Mark" od 1948. do 1964., "Mark der Deutschen Notenbank" od 1964. do 1967., i "Mark der DDR" od 1968. do 1990.
Po službenom tečaju, istočnonjemačka marka je održavala partit s njemačkom markom, međutim, zbog visoke inflacije na crnom tržištu istočnonjemačka marka je vrijedila 5-10 zapadnonjemačkih maraka.
U optjecaju su bile kovanice od 1, 5, 10, 20 i 50 pfenniga, te od 1, 2, 5, 10 i 20 maraka, i novčanice od 5, 10, 20, 50 i 100 maraka.
Istočnonjemačka marka je zamijenjena njemačkom markom nakon što se Njemačka Demokratska Republika ujedinila sa Saveznom Republikom Njemačkom 1990. godine.

## Vanjske poveznice
- Novčanice Demokratske Republike Njemačke (njem.)